# کپ‌کام
کپ‌کام (به ژاپنی: 株式会社カプコン ,Kabushiki-gaisha Kapukon) (به انگلیسی: Capcom) یکی از شرکت‌های بزرگ نشر و توسعه‌دهنده بازی‌های ویدئویی ژاپنی است که در مه سال ۱۹۷۹ تأسیس شده‌است. این شرکت برای خلق سری بازی‌های پرفروشی همچون رزیدنت ایول، شیطان هم می‌گرید، داینو کرایسیس و اونیموشا و مانستر هانتر شناخته شده‌است.

## نمایندگی‌ها
اوساکا، ژاپن
کالیفرنیا، آمریکا
(مقر اصلی و استودیوها)
آسیا مقر اصلی: هنگ‌کنگ
اروپا مقر اصلی:بریتانیا
دفترها:
آلمان
انگلستان